# Arantza Díaz de Ilarraza Sánchez
Arantza Díaz de Ilarraza Sánchez (San Sebastián, 18 de abril de 1957) es profesora catedrática contratada de la Universidad del País Vasco. Trabaja en la Facultad de Informática de San Sebastián desde 1981.
Ha sido pionera en el País Vasco en las áreas de Procesamiento del Lenguaje e Inteligencia artificial. Su tesis de 1990 fue una de las primeras del área. Se trata de un ámbito en el que ha actuado como pionera y emprendedor, y que ha influido de forma notable en la creación y evolución de diversas instituciones y redes de investigación tanto vascas y españolas como internacionales.
Fue fundadora del Grupo Ixa junto a Iñaki Alegria, Xabier Arregi Iparragirre, Xabier Artola Zubillaga y Kepa Sarasola, y coordinadora del grupo desde sus inicios, durante más de 30 años. El Grupo Ixa ha sido y es un referente en el campo del Procesamiento de Lenguaje Natural, tanto a nivel nacional como internacional. También destaca el impacto social de los trabajos realizados por el grupo, sobre todo, en la comunidad vasca y en la cultura vasca. Las herramientas más conocidas que ha creado el grupo son el corrector ortográfico Xuxen y los traductores automáticos (Matxin-Opentrad en 2006, Traductor estadístico en 2009 y elia.eus en 2019), pero en total el grupo ofrece más de 30 productos. Todo ello fue reconocido, entre otros, por el Premio Abbadia en 2013.
En 2018 creó el centro de investigación HiTZ, aunando las fuerzas de los grupos Ixa y Aholab, y ella fue el primer director del centro hasta que Eneko Agirre y Germán Rigau asumieron esta responsabilidad en 2020. Este nuevo centro centrado en la tecnología lingüística contaba en febrero de 2021 con 63 investigadores.
Ha realizado una gran labor de formación de expertos y doctores en el procesamiento del lenguaje. Más allá de las 14 tesis que ha dirigido, ha sido responsable de diversos programas de doctorado del área, habiéndose leído 55 tesis en euskera en esta línea desde 1988. Por otra parte, ha sido también directora del máster de Análisis y Procesamiento del Lenguaje / Language Analysis and Processing, que se impartió en euskera desde sus inicios y en inglés a partir de 2014 como máster Erasmus Mundus. En total son casi 200 las personas expertas que han surgido de estos másteres. En 2012 fue también secretaria académica de la Escuela de Máster y Doctorado de la UPV/EHU.

## Trayectoria
Nace en el barrio donostiarra de Amara Zaharra. En su infancia vivió en Venezuela, donde sus padres se desplazaron por trabajo, y volvió a San Sebastián a los cinco años. Cursó sus estudios en el Colegio Santa Teresa de San Sebastián y en el Instituto Usandizaga de San Sebastián, y posteriormente estudió informática, en lo que entonces se llamaba Centro Informático y que se convirtió en la Facultad de Informática de San Sebastián. Aprendió euskera mientras realizaba la carrera.
Obtuvo la Licenciatura en Informática en 1979 y dos años después se incorporó como profesora a la facultad de Informática. Realizó su tesis de grado en 1983 y defendió su tesis doctoral en Informática en 1990 en la Facultad de Informática de la Universidad del País Vasco.
Actualmente vive en Alquiza.

## Profesora catedrática contratada
En 2013 fue la primera mujer de la UPV/EHU en la categoría de profesor completo  (catedrático contratado) de máximo nivel entre el profesorado contratado. Para que la igualdad entre hombres y mujeres sea real en las carreras científicas y tecnológicas, ella reivindica la necesidad de despertar el interés por la informática en las niñas desde que son pequeñas y de darles a conocer el trabajo realizado por las mujeres informáticas referentes.Además, en el grupo de investigación creado por ella, y analizando a los coautores y coautoras que aparecen en sus publicaciones científicas, la proporción entre mujeres y hombres está muy próxima a la paridad, algo que no es habitual en las ingenierías.
Participando en el proceso de incorporación del euskera a la universidad, ha impartido varias asignaturas en euskera. Entre las asignaturas en las que ha realizado una mayor aportación al euskera se incluyen Metodología de la Programación I (Programazioaren Metodologia I, 93/94), Metodología de la Programación II (Programazioaren Metodologia II, 91/92) y Procesamiento del Lenguaje (Hizkuntzaren Prozesamendua, 1996/97).

## Gestora y organizadora

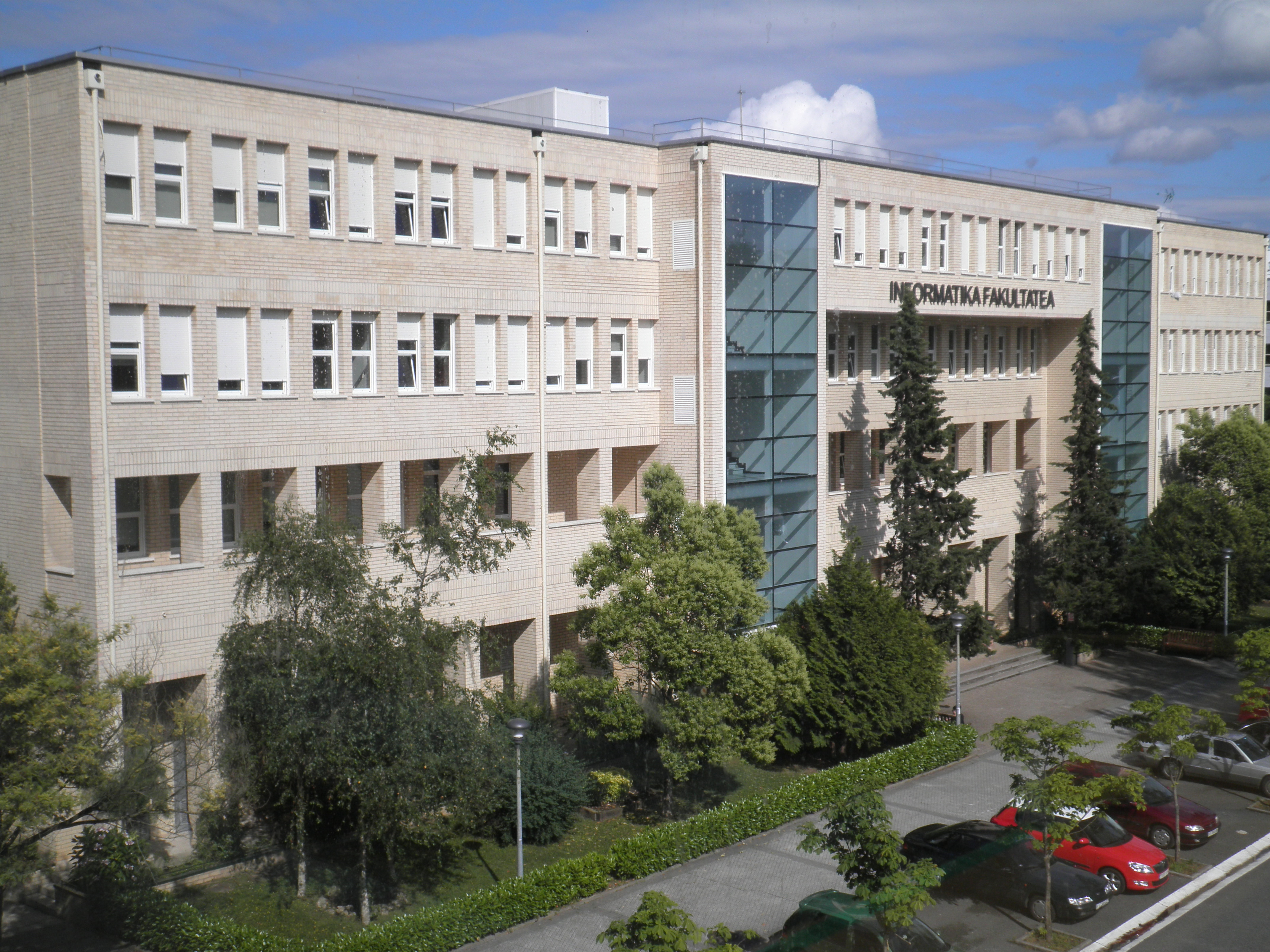
Facultad de Informática

Díaz de Ilarraza ha recorrido una larga trayectoria en la gestión universitaria. Ha ocupado en la UPV/EHU los cargos de Directora del Departamento de Lenguajes y Sistemas Informáticos (1985-1987), Vicedecana de Investigación y Relaciones Externas de la Facultad de Informática de la UPV/EHU (1992-1996). Además, ha sido miembro de la Junta de Facultad y ha participado durante mucho tiempo en diversos comités de gestión.

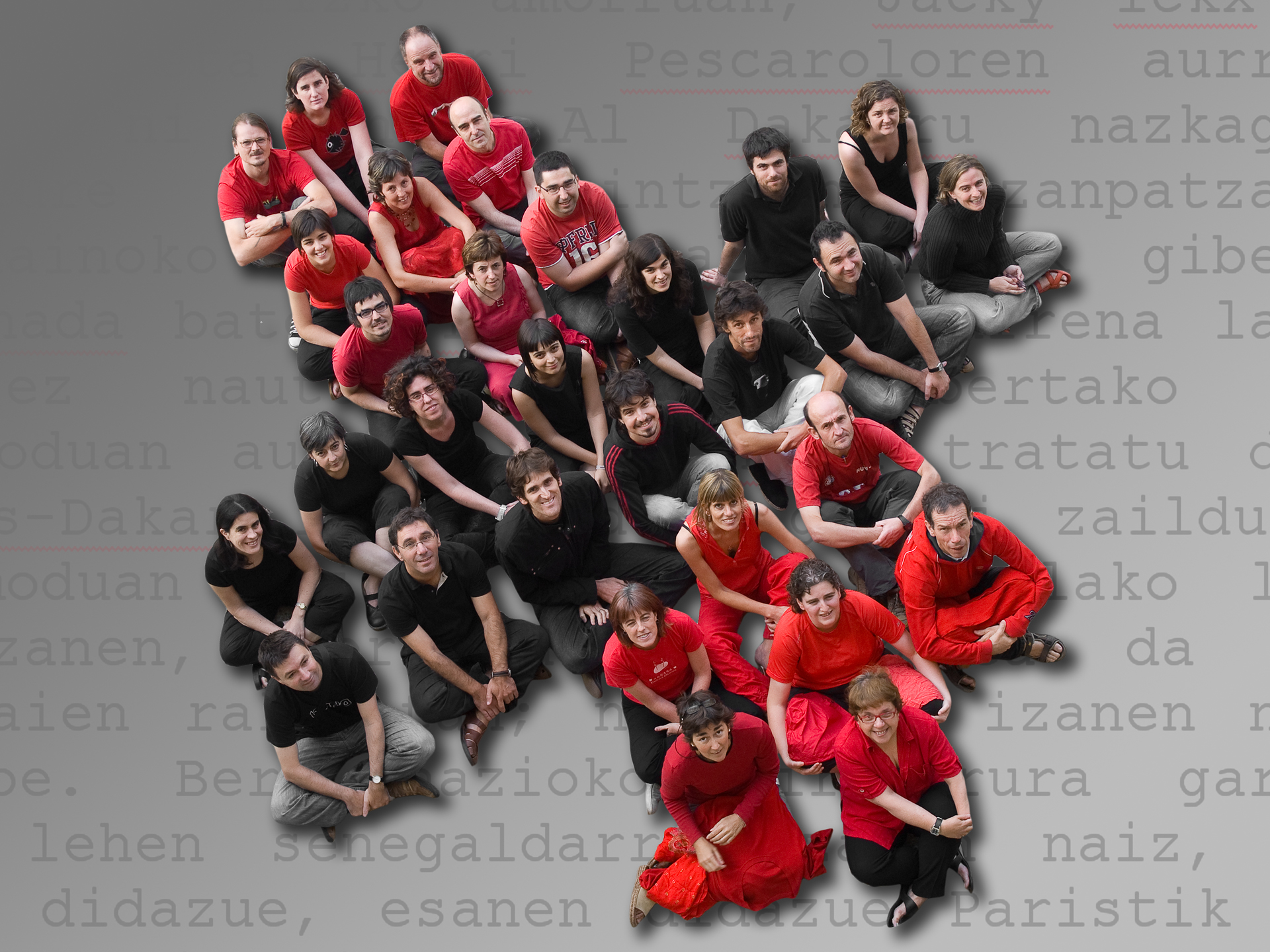
Grupo Ixa en 2008, Arantza. en la parte delantera

Fue una de los fundadores del grupo IXA. En 2002 impulsó la creación de la empresa spin-off ELEKA S.L., fruto de la colaboración entre el Grupo Ixa de la UPV/EHU y la Fundación Elhuyar. En 2018 fue fundadora y primera directora del centro de investigación HITZ.

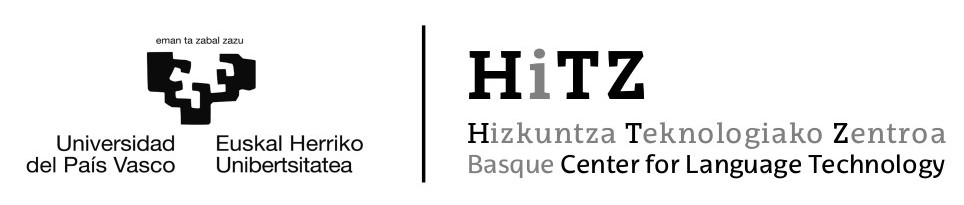
Primera Directora del Centro HITZ (2018)

## Formadora de expertos y doctores

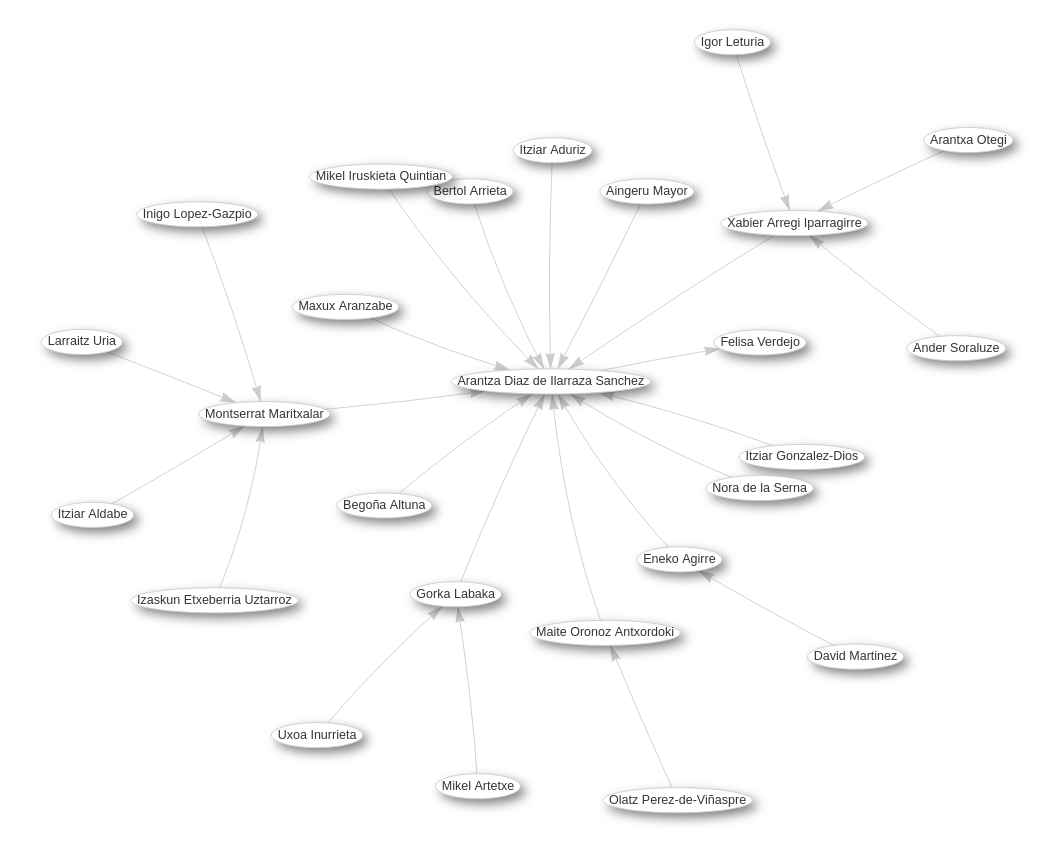
Árbol parcial de dirección de tesis de Díaz de ilarraza. La proporción entre mujeres y hombres está muy cerca de la paridad (nodos femeninos en rojo, masculinos en azul).

Ha dirigido personalmente 14 tesis doctorales y es coautora de 4 libros de texto. Pero más allá de las tesis que ha dirigido ha sido responsable y partícipe de la docencia en diversos programas de doctorado promovidos desde 1991 por el Departamento de Lenguajes y Sistemas Informáticos, y a partir de 2006 responsable del máster HAP: Análisis y Procesamiento del Lenguaje / LAP: Language Analysis and Processing, así como del programa de doctorado del mismo nombre.
Más allá del nivel de los grados universitarios, ha sido uno de los principales agentes educadores de profesionales expertos y doctores en tecnología lingüística desde la finalización de su tesis. Al principioimpartió cursos de doctorado específicos; posteriormente, entre 2001 y 2006, fue proponente de nuevos cursos, miembro de la comisión académica y profesora del título propio sobre Lengua y Tecnología (HIZTEK), creado entre la UEU y la UPV/EHU. Y, por último, desde 2006 ha sido responsable del máster oficial de Análisis y Procesamiento del Lenguaje. Este título de máster se impartió en euskera desde sus inicios y en inglés a partir de 2014, desde entonces se ha coordinado con el Máster Europeo Language and Communication Technology Erasmus Mundus, en el que Díaz de Ilraza ha sido vocal. Integrados en un amplio consorcio internacional, los participantes de la UPV/EHU ofrecen en este máster, además de la visión global del inglés que se ofrece en general en el consorcio, la perspectiva académica que se tiene desde una lengua con pocos recursos. En esta línea educativa iniciada en 2001 se han creado más de 200 expertos. De ahí han salido la mayoría de los informáticos y lingüistas que actualmente están dinamizando el campo de trabajo de la tecnología lingüística en el ambiente local. El máster combina las dos áreas imprescindibles en el procesamiento del lenguaje: la tecnología y la lingüística.
Dentro del programa de doctorado Análisis y Procesamiento del Lenguaje se han leído en esta línea un total de 55 tesis en euskera desde 1988 y, por ejemplo, se  presentaron 20 tesis en el periodo 2012-2017.
Díaz de Ilarraza fue secretaria académica de la Escuela de Máster y Doctorado de la UPV/EHU en 2012.

## Investigadora

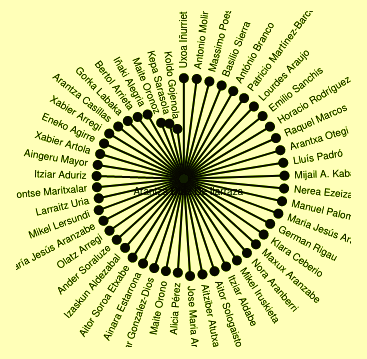
50 coautores de la Díaz de Ilarraza en artículos científicos (Ixa, Aminer)

Díaz de Ilarraza ha publicado 180 capítulos de libros y numerosos artículos en revistas y congresos científicos nacionales e internacionales en el campo de la informática, la inteligencia artificial y la lingüística computacional. Además, en la base de datos Inguma de la comunidad científica vasca aparecen más de 60 obras escritas en euskera.
En su tesis doctoral en Informática defendida en 1990, investigó sobre la gestión de los diálogos en lenguaje natural en un sistema de enseñanza inteligente. Dentro del sistema CAPRA que enseñaba a diseñar programas informáticos programó un sistema de diálogo para el tutor inteligente. Para ello, había que entender lingüísticamente los mensajes del alumno y lograr la formalización y modelización del sistema de enseñanza.La directora de tesis fue Felisa Verdejo y colaboró estrechamente con Horacio Rodríguez Hontoria e Isabel Fernandez de Castro que realizaron sus tesis en temas cercanos.
Posteriormente ha sido la investigadora principal del grupo de investigación Ixa en el campo del procesamiento del lenguaje durante 30 años. El Grupo Ixa está reconocido como grupo de investigación tipo A en el Gobierno Vasco, es decir, en su nivel superior. Entre 1988 y 2020 Díaz de Ilarraza gestionó una financiación total de 14 millones de euros, en colaboración con otros grupos de investigación internacionales, con un presupuesto total de 44 millones de euros entre todos los grupos. Desde principios del siglo XXI el número de miembros del equipo  ha sido siempre superior a 30. Esta cifra fue creciendo y en 2020 eran 73 las personas que coordinaba.

### Líneas de investigación
Son numerosas las áreas en las que Díaz de Ilarraza ha trabajado como investigadora. Aunque la mayoría de su trabajo investigador está relacionado con el procesamiento automático del lenguaje y el Grupo Ixa, también ha trabajado durante años en el campo de los sistemas tutores inteligentes, colaborando con el Grupo Galan creado por Isabel Fernandez de Castro. Sus seis principales líneas de investigación son las siguientes:

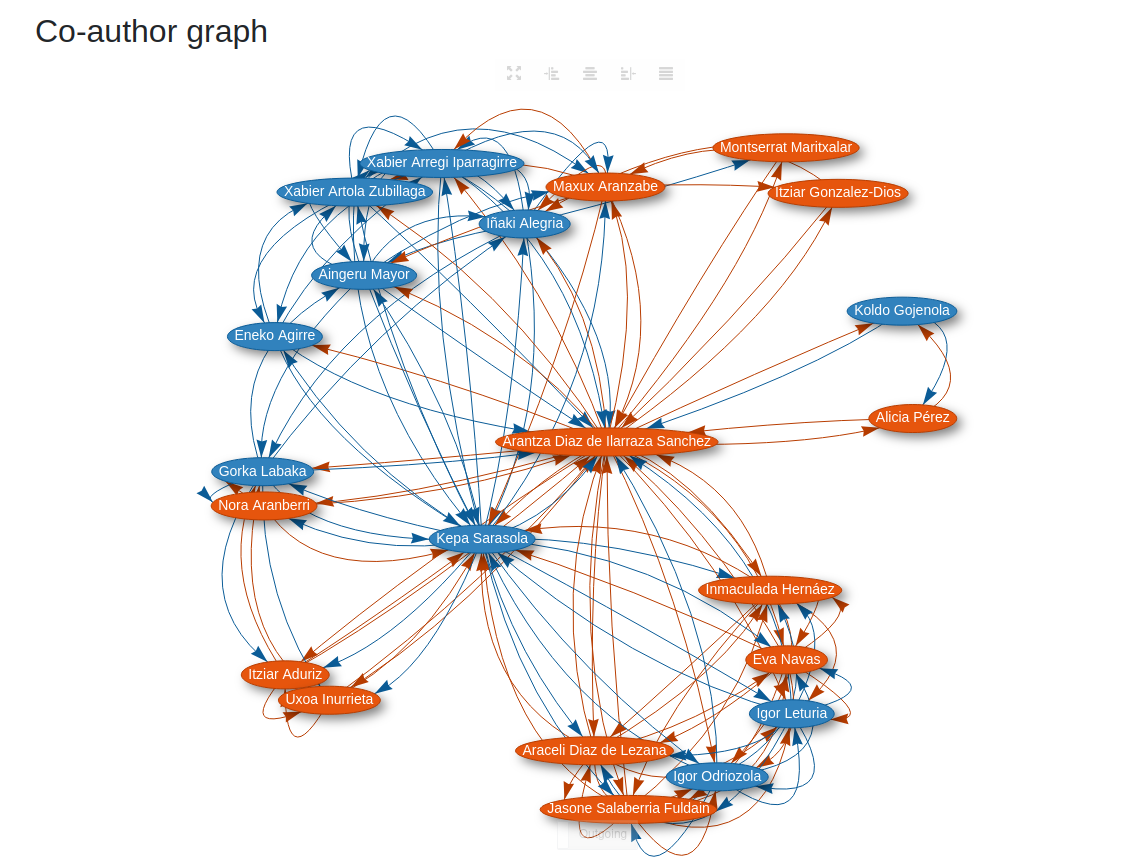
Grafo de los co-autores de la investigadora Díaz de Ilarraza. No se han tenido en cuenta todas las publicaciones, sólo las que estaban en Wikidata en 2020. La proporción entre mujeres y hombres está muy cerca de la paridad (nodos femeninos en rojo, hombres en azul).

#### Sistemas Tutores Inteligentes (desde 1981).
La tesis de Díaz de Ilarraza se centró en la gestión del sistema de diálogo del tutor inteligente CAPRA, que enseñaba a diseñar programas informáticos. Su directora de tesis fue la informática pionera Felisa Verdejo. Concluida su tesis, dirigió esta línea junto a Isabel Fernández de Castro, en la facultad de Informática de la UPV/EHU, creando el grupo de investigación Galan. En 1989 obtuvieron su primer proyecto europeo. ITSIE: En el proyecto denominado  ITSIE: Intelligent Tutoring System for Industrial Environments desde la UPV/EHU colaboraron con Iberdrola, Labein, Heriot Watt University, Marconi (Edimburgo) y CISE (Italia).

#### Extracción y estructuración del conocimiento del vocabulario (1993-2000).
Dentro de este campo dirigió las tesis de Xabier Arregi Iparragirre y Eneko Agirre .

#### Analizadores lingüísticos básicos (desde 1994)
Dirigió tres tesis en esta línea: Itziar Aduriz (codirigida con Patxi Goenaga), Maxux Aranzabe (junto con Joxe Mari Arriola) y Bertol Arrieta (junto con Iñaki Alegría).

#### Integración de diferentes herramientas lingüísticas en un entorno de enseñanza (desde 1994)
Dirigió las tesis de Montse Maritxalar y Maite Oronoz en este campo, la segunda junto con Koldo Gojenola.

#### Integración de herramientas informáticas lingüísticas y ayudas al etiquetado lingüístico de textos (desde 1995)
De estos trabajos surgió, entre otros, el corpus EPEC (EPEC-DEP) etiquetado sintácticamente.

#### Traducción automática (desde 2000)

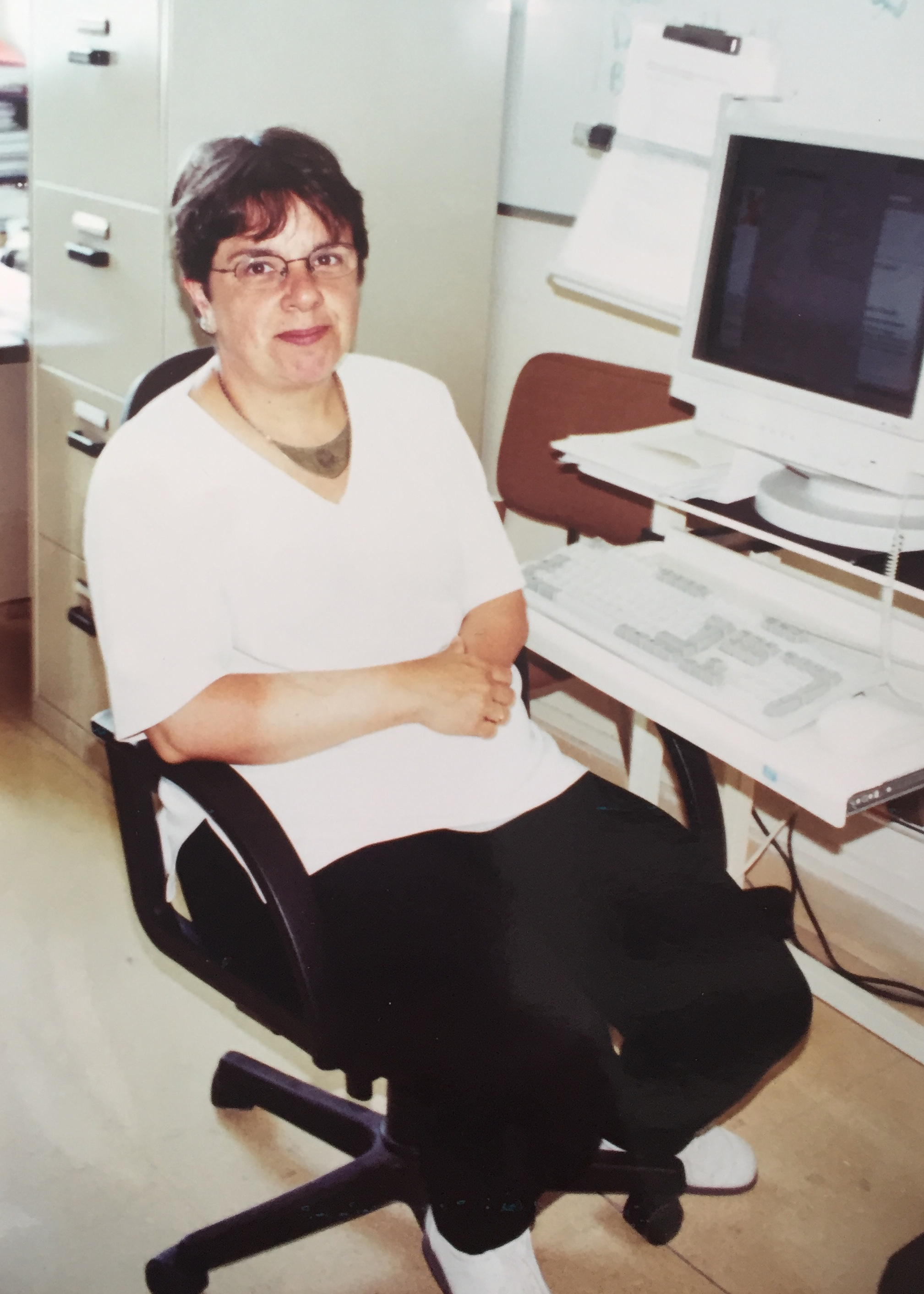
Arantza Díaz de Ilraza en su despacho (2000).

El resultado de la tesis de Aingeru Mayor dirigida por Díaz de Ilarraza (junto con Kepa Sarasola) fue el  traductor automático castellano-euskera Matxin (2007), el primero que se creó para el euskera. Posteriormente, en 2010, en la tesis de Gorka Labaka crearon un traductor automático estadístico.
Con la aportación del paradigma neuronal, desde 2017 se consiguió una mejora sustancial en la traducción automática entre las principales lenguas. Poco después, y rapidámente, la comunidad investigadora vasca fue capaz de equiparar la calidad de los traductores neuronales para euskera con la de los traductores más avanzados a nivel mundial.
En 2015 comenzó a investigar sobre la traducción neuronal para el euskera en el proyecto TADEEP. Para entonces, el traductor Deepl ofrecía resultados de calidad en traducciones entre 10 lenguas, pero el euskera no estaba entre ellas. Dos años después, con buenos primeros resultados, la primera demo estaba disponible públicamente para el euskera (2017). En 2017 se reunieron varios agentes (Ixa Taldea, Elhuyar, Vicomtech, Ametzagaña, Mondragon Lingua...) y se puso en marcha el proyecto MODELA. Otro año más tarde, en 2018, se presentó el traductor MODELA, el primer servicio de traducción neuronal en euskera para el público general en Internet.
En un ámbito en el que se está moviendo a toda velocidad, desde entonces se han publicado al menos tres traductores neuronales más para el euskera:
- Itzultzaile neuronala del Gobierno Vasco: utilizando memorias de traducción del Gobierno Vasco (más de 10 millones de "frases" recogidas por el instituto vasco de la administración Pública IVAP-HAEE en 20 años).[25]
- batua.eus: Vicomtech introdujo mejoras en el sistema MODELA (pasando de la tecnología RNN a la tecnología Transformer) y aumentó el corpus.[26][27]
- Itzultzaile .eus: Elhuyar también realizó mejoras similares y añadió nuevos idiomas (inglés, francés, español, gallego y catalán).[28]En 2019 este traductor se rebautizó como elia.eus.

## Transferencia científica aplicada

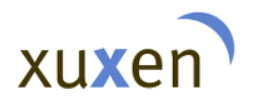
Xuxen 2020

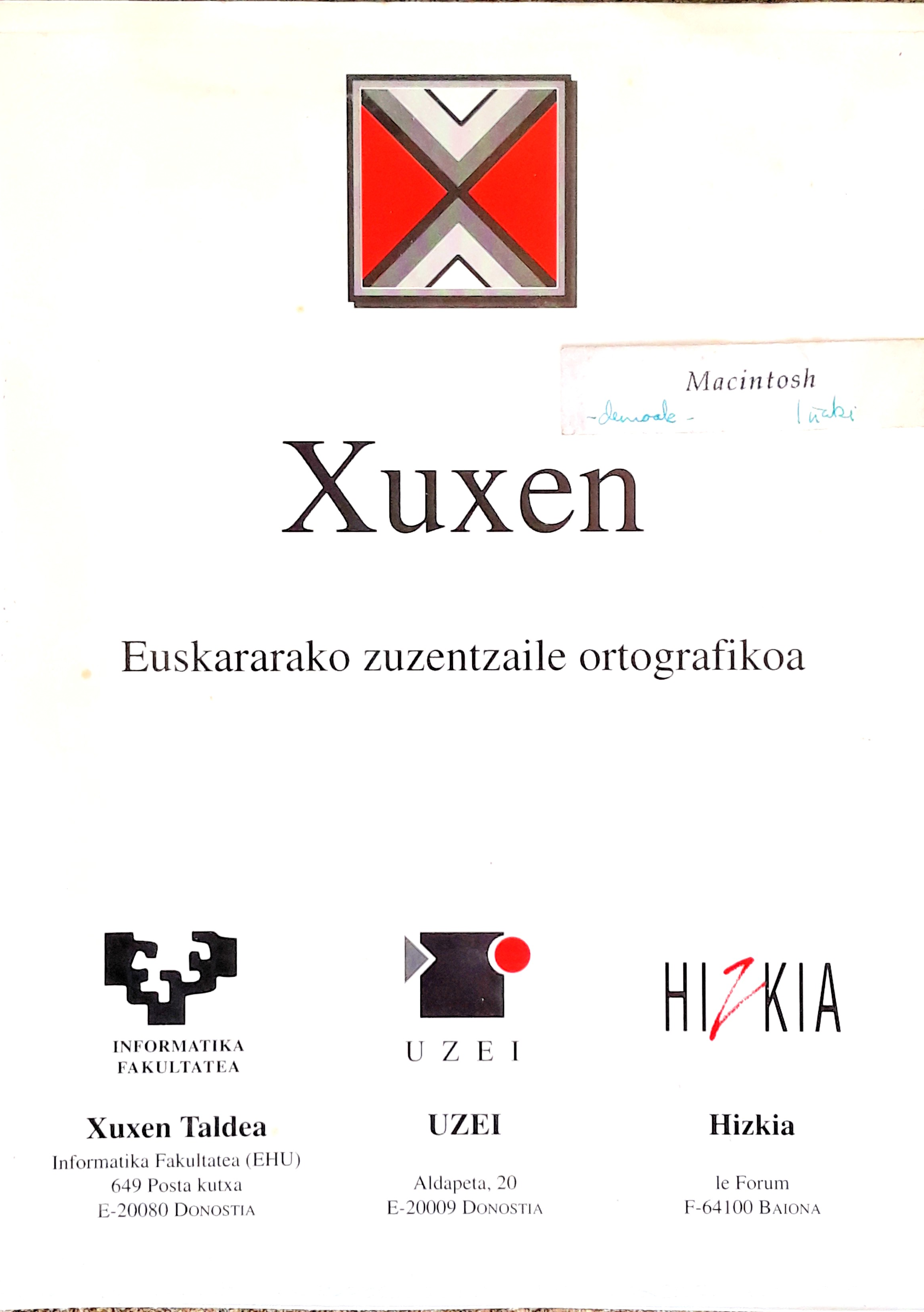
El corrector ortográfico (Xuxen, 1994) fue una herramienta crucial para la normalización del uso del euskera unificado.

Díaz de Ilarraza en su trayectoria científica ha publicado cientos de publicaciones. Pero esa trabajo no se ha limitado a publicaciones sencillas. Paralelamente al análisis teórico recogido en esas publicaciones, el Grupo Ixa también ha realizado transferencia tecnológica en la mayoría de los proyectos.

### Corrector ortográfico
Por ejemplo, el grupo publicó en 1994 el corrector ortográfico Xuxen y la base de datos lexical EDBL,  una herramienta fundamental para la normalización del uso del euskera unificado. Las tesis del informático Iñaki Alegria y de la lingüista Miriam Urkia (ambos formaban parte del grupo) establecieron la base informática y lingüística del corrector ortográfico Xuxen. Pero, al mismo tiempo, en colaboración con la empresa Hizkia, creada por Klaudio Harluxet, y gracias a la financiación del Gobierno Vasco, este corrector fue uno de los primeros pasos para poder utilizar el euskera en el mundo digital. Ello quedó reflejado en el informe Leihoak Zabalduz redactado por el periodista Luistxo Fernández en 1995, ya que ese mismo año se lanzaron el corrector Xuxen y el primer sistema operativo localizado en euskera (Windows 95).

### Traducción automática
Lo mismo puede decirse de la traducción automática. Las primeras publicaciones científicas del grupo sobre este tema se remontan al año 2000, habiendo sido más de 100 en total. Pero los estudios teóricos fueron acompañados de transferencia tecnológica. El programa traductor Matxin fue presentado públicamente en 2007, el primero creado para el euskera. Posteriormente, en 2010, en la tesis de Gorka Labaka se creó el traductor automático estadístico. Y así, en torno a 2017, cuando la revolución del paradigma neuronal supuso una gran mejora entre los principales traductores automáticos y las lenguas, los investigadores vascos fueron capaces en muy corto plazo (un año) de crear los primeros traductores neuronales para el euskera.

### Transferencia: productos registrados
El Grupo Ixa ha registrado 27 productos de procesamiento de la lengua durante 27 años, habiendo participado Díaz de Ilarraza en el desarrollo de 9 de ellos:

## Fundadora y promotora de asociaciones sobre investigación

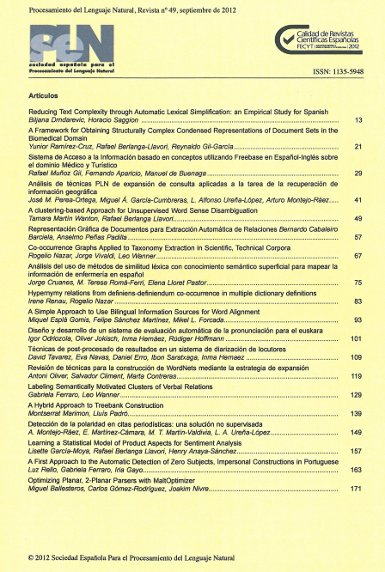

Díaz de Ilarraza ha colaborado en la organización de congresos nacionales e internacionales, haniendo participado en muchos de los cuales también  en el Comité de Organización y en el Comité Científico. Entre 1990 y 2004 fue subdirectora y editora de la revista editada por la Sociedad Española para el Lenguaje Natural, SEPLN.

## Libros
Programen egiaztapena eta eratorpena
- Hizkuntzalaritza konputazionala. (Lingüística computacional) Coautoresː Izaskun Aldezabal Roteta con José Mari Arriola Egurrola y Kepa Sarasola Gabiola (UEU, 2005).[39]
- Oinarrizko programazioa. Ariketa bilduma (Programación básica. Colección de ejercicios.) Coautorː  Kepa Sarasola Gabiola (UEU, 1999).[40]
- Programen egiaztapena eta eratorpena (Verificación y derivación de programas). Coautoresː Xabier Arregi Iparragirre y Paqui Lucio Carrasco (UEU, 1993).[41]
- Verificación de programas y metodología de la programación (Spanish Edition). Coautoresː Xabier Arregi Iparragirre y Paqui Lucio Carrasco.

## Premios y reconocimientos
El Grupo Ixa, coordinado por Díaz de Ilarrazak, ha obtenido varios premios, entre ellos los siguientes:

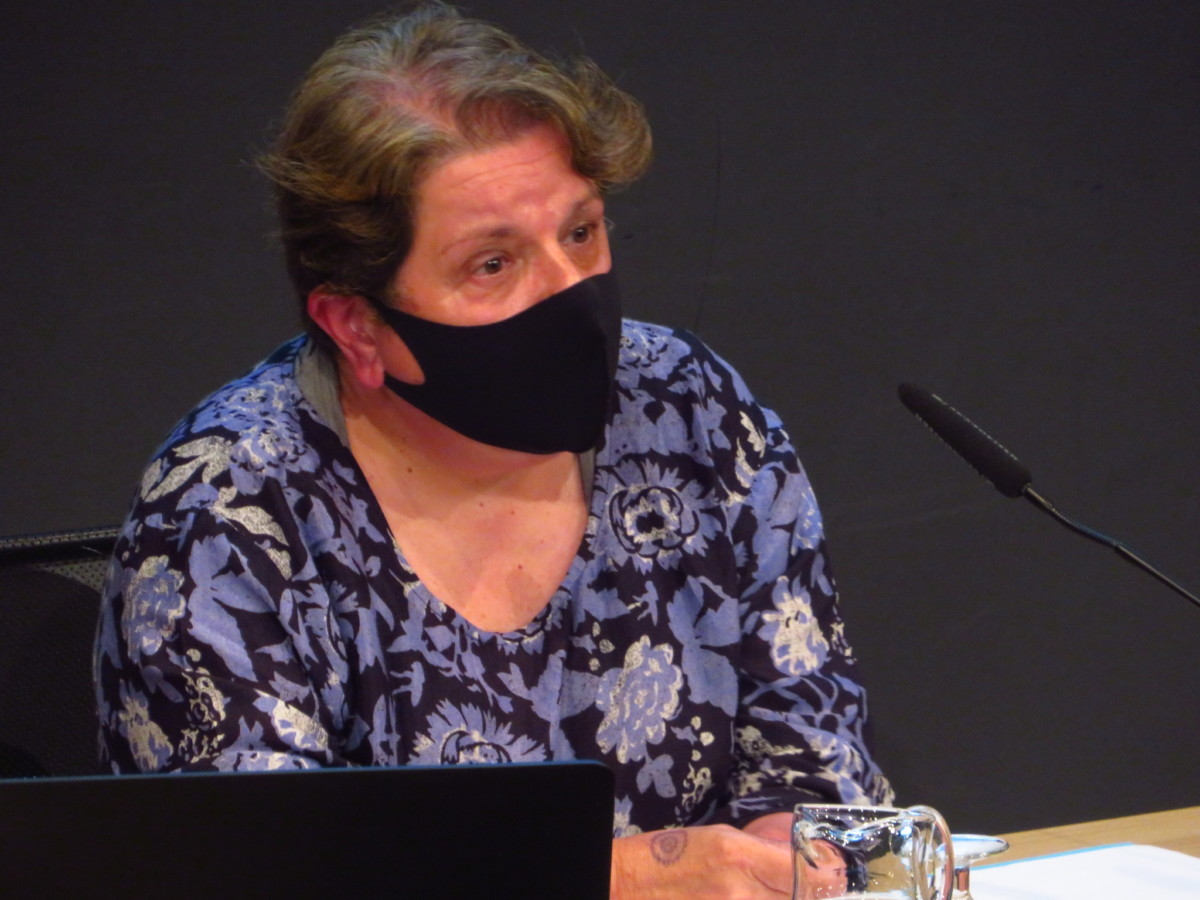
Arantza Díaz de Ilraza (IkerGazte, 2021)

- Arantza Díaz de Ilraza (IkerGazte, 2021)2021: Conferencia invitada en el congreso IkerGazte: "La evolución de la tecnología lingüística. Experiencia del Grupo Ixa. Utiliza la ciencia a favor de la sociedad."[43][44][45]
- El miembro del grupo Ixa Eneko Agirre fue galardonado con el Premio Español de Informática 2021 por la asociación SCIE en la materia. (Sociedad Científica Informática de España).[46] El jurado explicó que se le concedió por sus excelentes aportaciones en el ámbito del procesamiento de la lengua, especialmente en la explotación de grandes recursos textuales y en el aprendizaje automático no supervisado basado en la computación neuronal aplicada a la traducción automática. El tribunal comentó además que el premio no sólo era por la excelente calidad de las publicaciones científicas (algunas de sus publicaciones se consideran referentes a nivel mundial), sino que también por la gran transferencia de resultados de su investigación, por el liderazgo científico, que dirige el prestigioso centro de investigación Hitz, y por su trayectoria internacional, tanto en formación como en colaboraciones.[47]
- 2021: Premio Español de Informática para Jóvenes Investigadores otorgado por la asociación SCIE (Sociedad Científica Informática de España), a Mikel Artetxe, también miembro del grupo Ixa corrdinado por Arantza. El jurado le concedió un premio por su amplia presencia internacional, sus estancias en las principales empresas del procesamiento de la lengua y sus aportaciones en congresos de prestigio.[47]
- 2020: El Grupo Ixa recibió el Premio Extraordinario de Artículo en el congreso internacional COLING sobre procesamiento del lenguaje (Outstanding Paper Award) .[48] El artículo fue escrito, en colaboración con Kyunghyun Cho, por los siguientes investigadores del Grupo Ixa: Jon Ander Campos, Arantxa Otegi, Aitor Soroa, Eneko Agirre y Gorka Azkune. El título era Improving Conversational Question Answering Systems after Deployment using Feedback-Weighted Learning. (Mejora de los sistemas de búsqueda de respuestas tipo entrevista tras su implementación, utilizando aprendizaje de retroalimentación ponderado).[49]
- 2019: COVID-19 Open Research Dataset Challenge. Premio en la competición de Inteligencia artificial organizada por el Gobierno de Estados Unidos en torno a la enfermedad COVID-19.[50][51] Participaron los investigadores del Grupo Ixa Arantxa Otegi y Jon Ander Campos y los profesores Eneko Agirre y Aitor Soroa.
- 2017, 2019 y 2020: Eneko Agirre, miembro del equipo y actual director del centro HiTZ, ganó tres años consecutivos un premio de Google. Es uno de los pocos investigadores que ha conseguido el Google Faculty Research Award en tres ocasiones. Aunque el proyecto se centra principalmente en las entrevistas en inglés (preguntas sobre cocina y alimentación), también  trabajaron con entrevistas en euskera. Para ello, el año anterior el Grupo Ixa puso en marcha una campaña de captación de voluntarios para la recogida de entrevistas en euskera. La campaña tuvo muy buena acogida y se recogieron entrevistas personales en euskera, a partir de la información disponible en Wikipedia.[52][53][54][55]
- 10 menciones al mejor artículo en congresos científicos internacionales desde 2009, entre los que se encuentran el congreso de la Asociación Europea de Traducción Automática (EAMT, 2009), uno de los 3 mejores artículos de 2017 en el campo del procesamiento de textos clínicos y el premio del concurso Txiotesia (2014).[56][57][58]
- 2017: Premio Bagera de reconocimiento a Ixa Taldea en el 25 aniversario de Bagera.[59]
- 2013: Díaz de Ilarrazak recibió en nombre del Grupo Ixa el premio Abbadia otorgado por la Diputación Foral de Guipúzcoa, , a.[60][61] El Grupo IXA recibiendo el Premio Abbadia (2013)

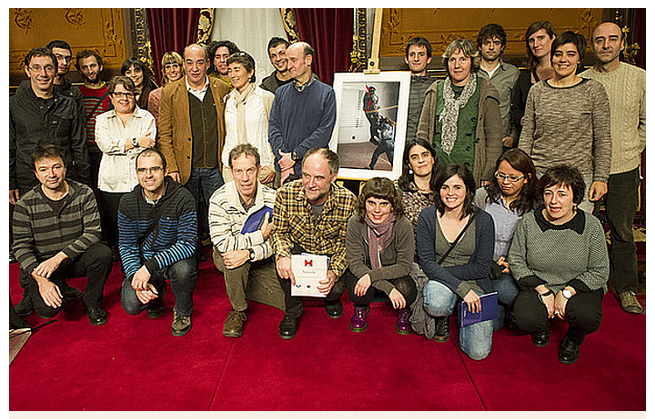
El Grupo IXA recibiendo el Premio Abbadia (2013)

- 2013: Declaración institucional del Ayuntamiento de San Sebastián a favor del Grupo Ixa.
- 2012: Durante la fiesta Ibilaldia de las ikastolas el grupo Ixa fue homenajeado por los trabajos realizados para introducir el euskera en las nuevas tecnologías, junto con otros 7 agentes.[62]
- 2011: Una tesis dirigida por Díaz de Illarraza fue ganadora del Premio Koldo Mitxelena (Maite Oronoz, Desarrollo de recursos para la detección y corrección de errores sintácticos en euskera: fechas, locuciones posturales y concordancia).[63][64]
- 2002: Premio Toribio Etxeberria por la creación de la empresa spin-offː ELEKA INGENIARITZA LINGUISTIKOA, S.L..
- 2001: Premio Manuel Laborde Werlinden, por la creación de la empresa spin-offː ELEKA INGENIARITZA LINGUISTIKOA, S.L.

- 1995: Una tesis dirigida por Díaz de Illarraza  obtuvo el premio especial de la UPV/EHU (Xabier Arregi Iparragirre, sistema de diccionarios multilingüe de apoyo a la traducción).

- Es socia honoraria de la Fundación Elhuyar y por sus méritos ha sido elegida miembro del patronato .Miembros del Patronato de la Fundación Elhuyar. Díaz de Ilraza se encuentra en el grupo central (selección por méritos).

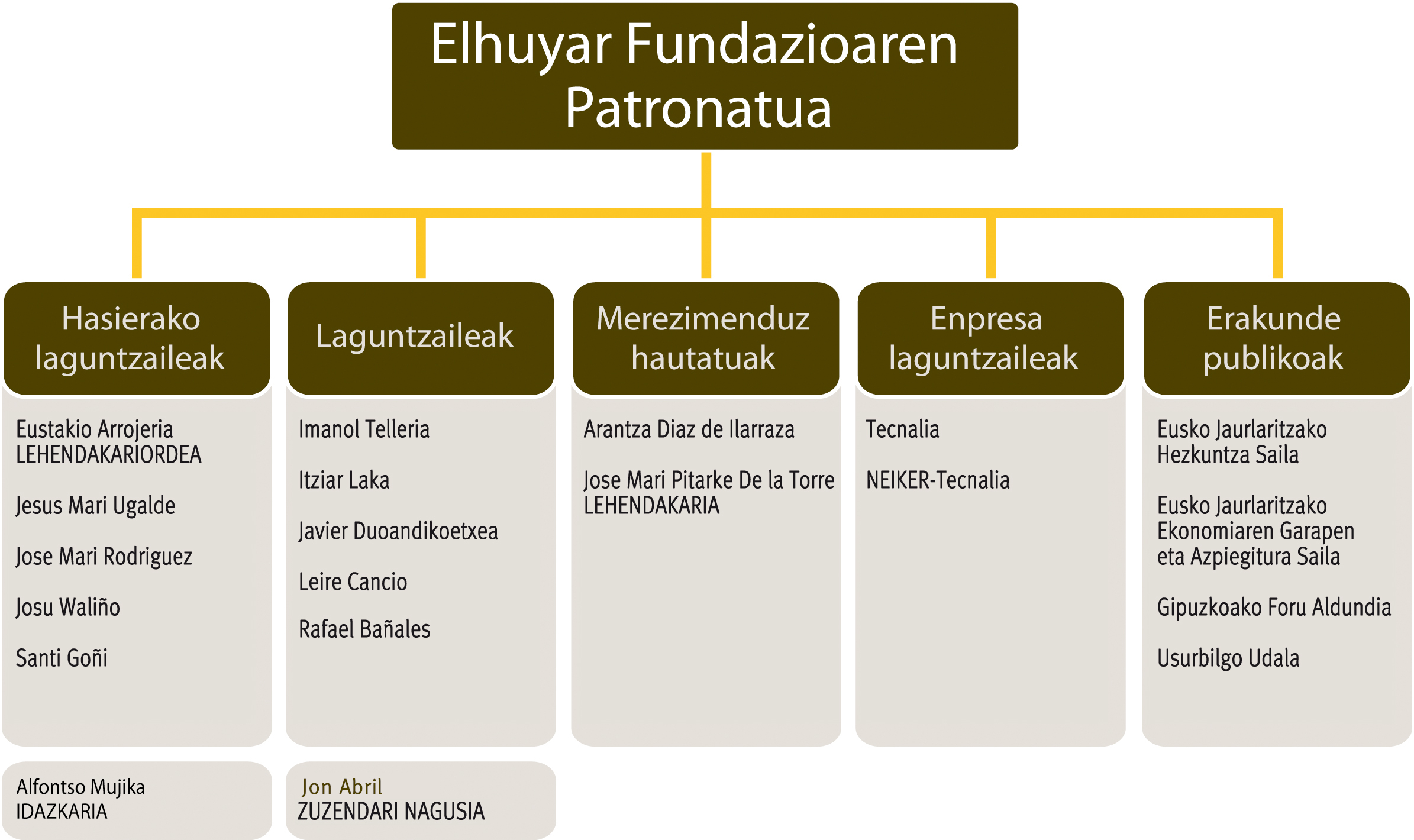
Miembros del Patronato de la Fundación Elhuyar. Díaz de Ilraza se encuentra en el grupo central (selección por méritos).

## Principales proyectos de investigación
Díaz de Ilarraza y el Grupo Ixa han desarrollado más de 200 proyectos de investigación y 57 contratos de investigación durante 32 años, con una cuantía económica superior a los 12 millones de euros. Más de la mitad de esta financiación proviene del exterior (24,2% de Europa o Estados Unidos, 22,4% de los ministerios de Madrid y 7,3% de contratos y patentes) y la otra mitad de fuentes de financiación propias (Gobierno Vasco, UPV/EHU, Diputaciones y Euskaltzaindia). En 20 de estos 200 proyectos el investigador principal ha sido Díaz de Ilarraza, en concreto:
- 2019: Itzulbide: Desarrollo e implantación de un traductor automático para la adaptación de textos clínicos del euskera y al euskera. Osakidetza -Servicio Vasco de Salud. Desarrollo de un traductor automático neuronal para traducir los informes sanitarios del castellano al euskera y del euskera al castellano.
- 2016: PROSA-MED: Procesamiento semántico avanzado de textos para extraer diagnósticos, procedimientos, conceptos médicos y relaciones entre ellos desde los informes médicos. Ministerio de Economía y Competitividad de Madrid. El sector sanitario tiene una gran importancia para la calidad de vida de la sociedad y por su carácter interdisciplinar. Cada día se generan miles de documentos médicos en el sistema sanitario (hospitales, centros de salud) y las herramientas de análisis automático de textos pueden suponer un gran avance, procesando el conocimiento existente en ellos. 1) Análisis morfológico, sintáctico y semántico de textos médicos. 2) Herramienta para la asignación de codificación CIE-10 a informes médicos. 3) Detección de relaciones entre conceptos médicos, incluida la detección de reacciones adversas.
- 2016: Grupo UPV/EHU (Grupo de investigación del Gobierno Vasco tipo A). UPV/EHU.
- 2016: Grupo IXA. Grupo de investigación consolidado tipo A. Gobierno Vasco.
- 2014: EXTRECM: Extracción de relaciones entre conceptos médicos a partir de fuentes de información diversas. Ministerio de Economía y Competitividad de Madrid.
- 2013: Convocatoria de Infraestructuras de la UPV-EHU. Cluster de computadoras para el procesamiento del lenguaje y computación en la nube. UPV/EHU.
- 2010: Convocatoria de Infraestructuras de la UPV-EHU: Servidor de gestión de corpus y recursos lingüísticos. UPV/EHU.
- 2010: Red temática TIMM: Tratamiento de Información Multilingüe y Multimodal / Tratamiento de la información multilingüe y multimodal. MICCINN.Isabel Fernández de Castro y Díaz de Ilarraza dirigieron conjuntamente el proyecto europeo ITSIE en 1989.

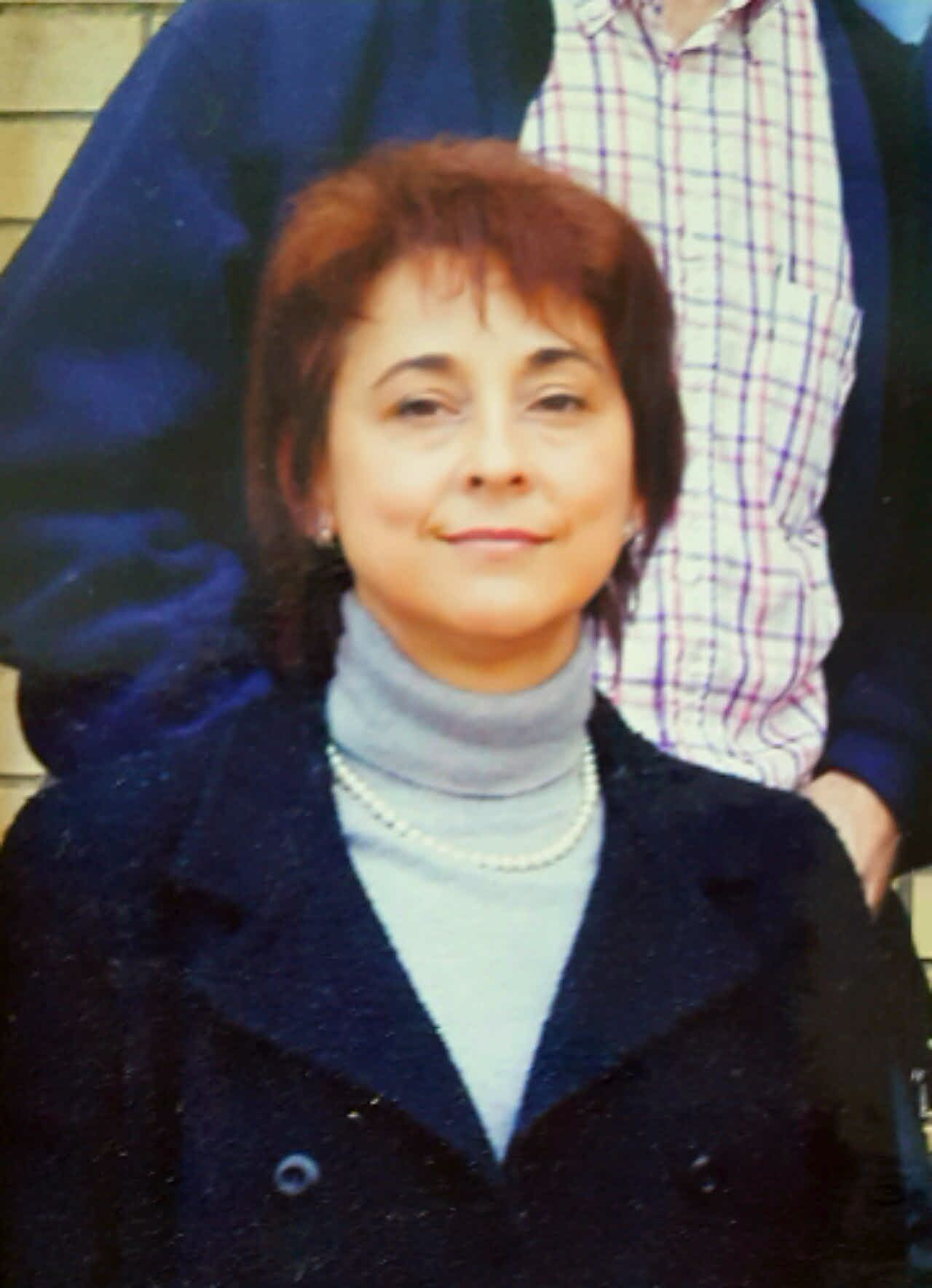
Isabel Fernández de Castro y Díaz de Ilarraza dirigieron conjuntamente el proyecto europeo ITSIE en 1989.

- 2010-2015: Grupo IXA, grupo de investigación consolidado tipo A. Gobierno Vasco.
- 2009: RTTH: Red temática de tecnología del habla. MEC.
- 2008: Sistema de traducción automática Matxin. Eleka Ingeniaritza Linguistikoa.
- 2000-2003: HERMES: Recuperación de información multilingüe y extracción semántica para hemeroteca electrónica / Hemerotecas electrónicas: recuperación multilingüe y judicial semántica. Participantes: CICyT, UPV/EHU, UNED, UPC y UB.
- 1996-1999: ITEM: Sistema multilingüe de recuperación de información. Participantes: CICyT, UPV/EHU, UNED y UPC.
- 1996: Sistema inteligente de investigación del proceso de aprendizaje de una lengua. Modelización del Alumno.
- 1994: XUXEN: Corrector ortográfico y analizador morfológico para el euskera.[65]Corrector ortográfico Xuxen (1994)

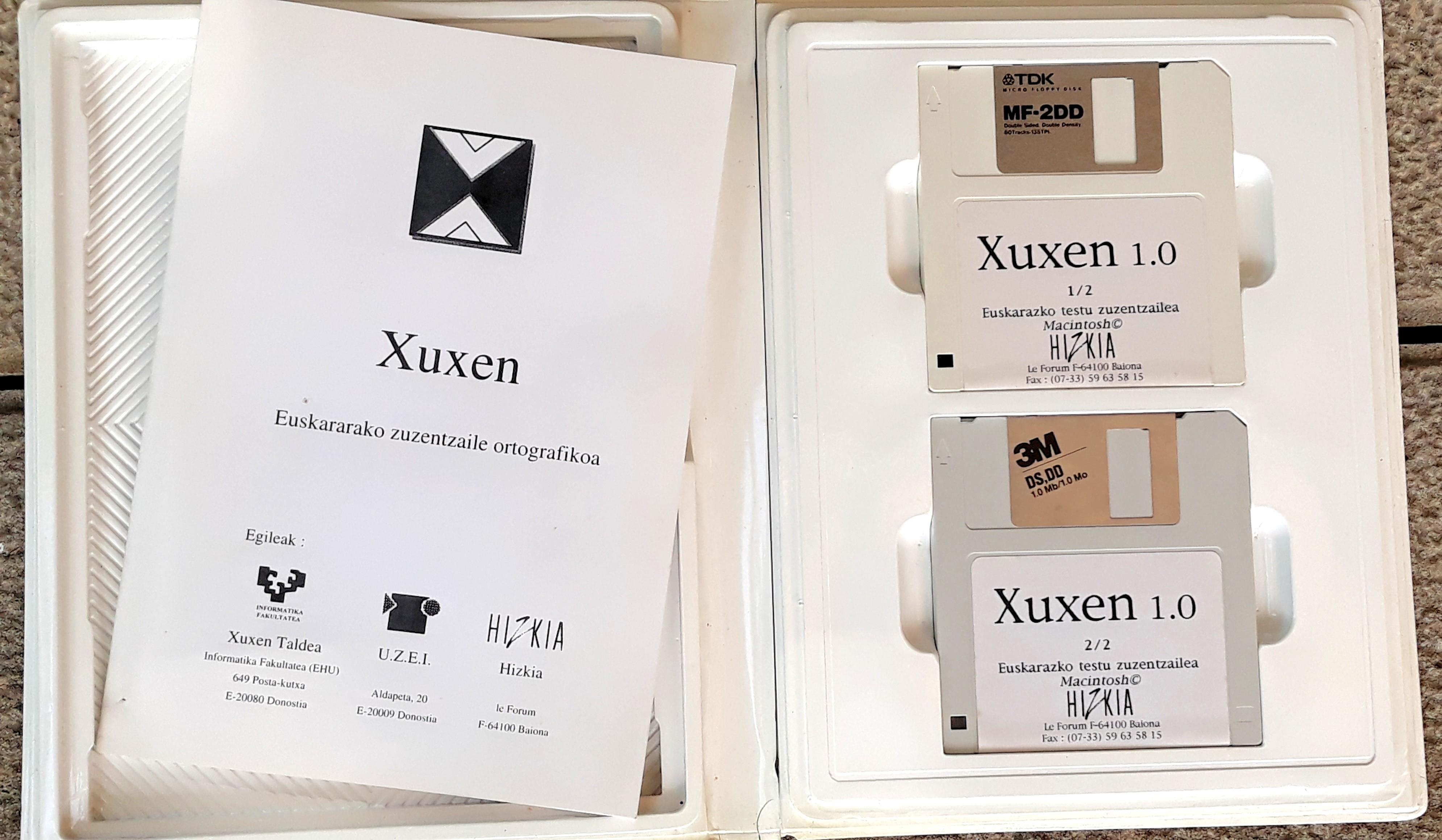
Corrector ortográfico Xuxen (1994)

- 1992: HAIN: Entorno para aplicaciones lingüísticas. Gobierno Vasco
- 1991: Diseño de una base de datos lexical para el euskera. DFG.[65]
- 1991: Diseño de un analizador morfológico para el euskera (DFG).[65] Posteriormente se publicó el libro Morfología computacional: descripción de la morfología del euskera con los resultados del proyecto (2002).[66]
- 1989-1991: Sistemas inteligentes de formación en polígonos industriales / Intelligent Training Systems in Industrial Environments. Comisión Europea, FP2-ESPRIT-2. Investigador principal junto a Isabel Fernández de Castro.

La red internacional de relaciones del Grupo Ixa, dirigida por Díaz de Ilarraza, se ha extendido a más de 20 grupos a nivel mundial. El grupo ha colaborado en proyectos con universidades como Helsinki, Berlín-UBER, Sídney, Lisboa, Groningen, Bangor, Dublin-DCU, Praga-CUNI, Budapest IICT-BAS, UNSAAC de Cusco, Alicante, UB, Santiago de Composté, Deusto, Valencia, etc. Por otro lado, ha colaborado con la empresa Health Language Analytics de Sídney, el Centro de Lingüística Legal de Santiago de Cuba, el German Research Center for Artificial Intelligence DFKI, la red Clarin (Common Language Resources and Technology Infrastructure, el ISCA-SALTB (Special Mil Interest Group y el Grupo Minorors). Y, por último, en el País Vasco, Tecnalia, Elhuyar, Vicomtech, Aholab (UPV/EHU), Euskaltzaindia, UZEI y con todos los miembros del clúster Langune de tecnologías de la Lengua.